# Pilar Millán
Pilar Millán, (Ferrol, La Coruña) es una artista visual española.Vive y trabaja entre Berlín y Cádiz.

## Trayectoria
Pilar Millán se licenció en 2003 en Bellas Artes en la Universidad de Sevilla desarrollando más tarde sus estudios en 2012 y 2013 en el Museo de Arte Contemporáneo de Barcelona (MACBA). Sus proyectos investigan las fronteras sociales, culturales o políticas a través de la memoria histórica y los mitos en relación con la realidad contemporánea.
Ha realizado proyectos multidisciplinares, y su obra tiene base participativa con proyectos que presenta regularmente en instalaciones combinando pinturas, objetos, audio o dibujo generando diversas narrativas en el espacio. Comparte encuentros y conferencias a nivel nacional e internacional  en 2015 en ARTifariti en los Campamentos de Refugiados Saharauis de Tindouf, Argelia, colaboró con un audio con la instalación de Federico Guzmán en el Palacio de Cristal, Museo Nacional Centro de Arte Reina Sofía (MNCARS) Madrid, Tuiza, las culturas de la jaima. Participó como invitada en el Arts Club Berlin (ACB), Berlín, en el ciclo de conferencias Arts as a strategy to change the sociopolitical borders, comisariada por Andrzej Raszyk. Invitada a una instalación conjunta con Chiharu Shiota a partir del concepto curatorial de la exposición, forma parte de In guten und in schlechten Zeiten. Wie was bleibt  en el Museum für Neue Kunst, en Freiburg, Alemania, en 2017. Al año siguiente Pilar Millán fue seleccionada en el congreso internacional Babel / Global The Vertigo of Infinity  con su pieza de vídeo Circular Track como videoproyección y ponencia, ponencias marco de Antoni Muntadas y Francisco Jarauta, en la Facultad de Filosofía de la UB, Barcelona, comisariada por Anna Guasch.  En 2021, y a partir del proyecto La Simetría de los Encuentros basado en sus investigaciones sobre las expediciones científicas en la época colonial y expuesto el mismo año en el Real Jardín Botánico (RJB-CSIC) de Madrid, realiza Abweichungen/desviarios, una acción de arte público en Humboldthein, Berlín. Al año siguiente participa en la exposición Indésirables. Del bombardeo al campo. Trayectos del exilio. proyecto curatorial de Piedad Solans para San Telmo Museoa (STM) Donostia-San Sebastián, 2022-23, con la pieza Incapacidad Genética, adquirida por el STM para su Colección. En 2024 publica su libro de artista Kohlefaden (hilo de carbón), presentado en EinBuch.haus Gallery, Berlin 2024 en el marco de su exposición individual del mismo nombre, participando con él en Miss Read, Haus der Kulturen der Welt, Berlín, en octubre del mismo año. Comisariada por María Virginia Jaua, actualmente participa con su pieza de neón Alquimia en la exposición El Dorado, de la utopía al mito contemporáneo en el Museo Amparo, Puebla, México 2024-25. Esta pieza ha sido comisionada para formar parte de la Colección de la Fundación Amparo - Museo Amparo, Puebla, México. 
Actualmente, entre otros, sigue trabajando en su proyecto Transmutation sobre las mujeres prisioneras en el campo de concentración y exterminio de Ravensbrück en Brandenburgo (Alemania). Y para el 2025 ha sido seleccionada para la próxima Bienal de Cuenca, Ecuador.
Publicaciones como catálogos, artículos de arte y libros de artista.

## Obra

#### Proyecto para teatro
- La noche de Max Estrella. CAT / CGT en 2011 en el Teatro Central, Sevilla, en 2012 en el de Bellas Artes de Madrid y en el Teatro Rosalía de Castro en la Coruña.

#### Proyectos de creaciones de pintura, escultura o fotografía[6]
- En Grazalema, Cádiz 2015, en la Sala Rivadavia y Neilson Chapman Gallery comisariado por Alicia Chillida, su proyecto Textum
- En Freiburg en 2017 en el Museum für Neue Kunst, la exposición In guten und in schlechten Zeiten. Wie was bleibt  junto a Chiharu Shiota, Katherine Grosse, Cynthia Cruz, comisariada por Helena Frickmann.
- En 2020 reedita Textum
- En 2021 en el Castillo de Santa Catalina, Cádiz, expone El Viaje / Die Raise.
- En 2021 exposición individual La Simetría de los Encuentros en el Pabellón Villanueva del Real Jardín Botánico (RJB-CSIC) de Madrid, comisariada por Emilio Navarro.[7]
- En Arts Santa Mònica, Barcelona, en la exposición colectiva Polititzacions del malestar junto a Francesc Abad, Nuria Güell, María Ruido, Eulàlia Valldosera, comisariada por Laia Manonelles, Nora Ancarola y Daniel Gasol.
- En 2022-2023 en el Telmo Museoa en Donostia-San Sebastián junto a Cristina Lucas, Rogelio López Cuenca, Iñaki Gracenea, Mona Hatoum, Regina José Galindo, Eugenio Ampudia, Esther Ferrer, comisariada por Piedad Solans Indésirables. Del bombardeo al campo. Trayectorias del exilio.
- En 2024-2025 en el Museo Amparo, Puebla, México, junto a Alfredo Jaar, Mario García Torres, Alicja Kwade, Juan Fernando Herrán, Jim Hodges, James Lee Byars, Eugenio Merino, Pierre Valls, Antonio Vega Macoleta, Sebastiao Salgado.
- Premios y reconocimientos

- En 2012 fue seleccionada por la Fundación Pilar Citoler-Alliance Française para PhotoEspaña 2012
- Seleccionada por el Forum Eugènio de Almeida comisariada por Claudia Giannetti, Évora, Portugal
- Seleccionada Vídeo-Festival MM, La Casa Encendida, Madrid.
- En 2018 gana la beca para artistas del Berziks Mitte, Berlín.

- En 2020 fue ganadora de la beca para Investigación, Creación y Producción Artística en el campo de las artes visuales de la Dirección General de Bellas Artes, Ministerio de Cultura y Deportes.